# Lenny Bruce
Leonard Alfred Schneider (Mineola, Nassau megye, 1925. október 13. – Los Angeles, 1966. augusztus 3.) amerikai stand-up komikus volt. Ismert volt nyílt formájú, szatirikus stand-up előadásairól, amelynek témái a politika, a vallás és a szex volt, és gyakran tartalmaztak trágárságokat. Szabadszájúsága miatt 1964-ben bírósági per indult, amelyet 2003-ban egy bocsánatkérés követett.
A pere az amerikai szólásszabadság jelképének számít. A Rolling Stone magazin 2017-ben a harmadik legjobb stand-up komikusnak nevezte, Richard Pryor és George Carlin után.
Életéről 1974-ben film készült Lenny címmel, amelyben Dustin Hoffman alakítja Bruce-t.

## Élete
Zsidó származású volt. Leonard Alfred Schneider néven született. Nassau megyében, Bellmore városában nőtt fel, és a Wellington C. Mepham High School tanulója volt. Szülei elváltak, amikor Bruce tíz éves volt, így a rokonaival élt. Apja cipőeladó volt, anyja pedig előadó volt, aki nagy hatással volt Bruce-ra.
1942-ben, 16 éves korában csatlakozott az amerikai haditengerészethez. 1945-ben leszerelt.
Kis ideig apjával élt Kaliforniában, majd New Yorkban telepedett le, ahol humorista lett, de nehéznek tartotta megkülönböztetni magát az előadó reménységek ezreitől. Ezek az előadók a Hanson's nevű büfében találkoztak, itt találkozott Joe Ancis humoristával, aki nagy hatással volt Bruce-ra.
Első fellépése anyja egyik műsorán volt "Lenny Marsalle" néven, ahol helyettesítő műsorvezetőként (ceremóniamester, MC) tevékenykedett. 1947-ben 12 dollárt keresett és ingyenes spagetti vacsorát is nyert az első fellépésével. Ezután az Arthur Godfrey's Talent Scouts című rádióműsorban szerepelt, ahol olyan filmsztárokat utánzott, mint Humphrey Bogart, James Cagney és Edward G. Robinson.

## Magánélete
Felesége Honey Harlow sztriptíztáncosnő volt, akivel 1951-ben házasodott össze. 1955-ben született meg lányuk, Kitty Bruce. Lenny és Honey kapcsolata hullámzó volt.

## Halála
1966. augusztus 3-án holtan találták Hollywood Hills-i lakásában. Túladagolásban hunyt el.

## Könyvei
- Stamp Help Out! (1961/1965)
- How to Talk Dirty and Influence People (1967)

## Diszkográfia
- The Sick Humor of Lenny Bruce (1959)
- I Am Not a Nut, Elect Me! (1960)
- American (1961)
- Lenny Bruce is Out Again (1964/1966)
- Interviews of Our Times (1969)